# Nor-Am Cup 2003
La Nor-Am Cup 2003 fu la 28ª edizione della manifestazione organizzata dalla Federazione Internazionale Sci.
La stagione maschile iniziò il 16 novembre 2002 a Loveland, negli Stati Uniti, e si concluse il 15 marzo 2003 a Nakiska, in Canada; furono disputate 21 gare (4 discese libere, 6 supergiganti, 5 slalom giganti, 6 slalom speciali), in 7 diverse località. Lo statunitense Jesse Marshall si aggiudicò sia la classifica generale, sia quella di slalom gigante; i suoi connazionali Wade Bishop, Scott Macartney e Tom Rothrock vinsero rispettivamente quelle di discesa libera, di supergigante e di slalom speciale. Lo statunitense Chip Knight era il detentore uscente della Coppa generale.
La stagione femminile iniziò il 13 novembre 2002 a Loveland, negli Stati Uniti, e si concluse il 14 marzo 2003 a Panorama, in Canada; furono disputate 22 gare (4 discese libere, 6 supergiganti, 6 slalom giganti, 6 slalom speciali), in 7 diverse località. La canadese Brigitte Acton si aggiudicò sia la classifica generale, sia quella di supergigante; le statunitensi Bryna McCarty, Jessica Kelley e Kaylin Richardson vinsero rispettivamente quelle di discesa libera, di slalom gigante e di slalom speciale. La canadese Sophie Splawinski era la detentrice uscente della Coppa generale.

## Uomini

### Risultati
| Data             | Località     | Nazione     | Spec. | Primo                | Secondo                            | Terzo                      |
| ---------------- | ------------ | ----------- | ----- | -------------------- | ---------------------------------- | -------------------------- |
| 16 novembre 2002 | Loveland     | Stati Uniti | SL    | Rainer Schönfelder   | Tom Rothrock                       | Alain Baxter               |
| 17 novembre 2002 | Loveland     | Stati Uniti | SL    | Giancarlo Bergamelli | Giorgio Rocca                      | Tom Rothrock               |
| 25 novembre 2002 | Park City    | Stati Uniti | GS    | Dane Spencer         | Mitja Dragšič                      | Chip Knight                |
| 26 novembre 2002 | Park City    | Stati Uniti | GS    | Erik Schlopy         | Mitja Dragšič                      | Ivica Kostelić             |
| 9 dicembre 2002  | Beaver Creek | Stati Uniti | SG    | Scott Macartney      | Dane Spencer                       | Brett Fischer              |
| 10 dicembre 2002 | Beaver Creek | Stati Uniti | SG    | Scott Macartney      | Jeffrey Harrison                   | Brett Fischer              |
| 14 dicembre 2002 | Lake Louise  | Canada      | DH    | Wade Bishop          | Jan Hudec                          | Eric Holmer                |
| 15 dicembre 2002 | Lake Louise  | Canada      | DH    | Eric Holmer          | Brad Spence                        | Travis Svensrud            |
| 16 dicembre 2002 | Lake Louise  | Canada      | SG    | David Anderson       | Jeremy Transue                     | Jan Hudec                  |
| 17 dicembre 2002 | Lake Louise  | Canada      | SG    | François Bourque     | Wade Bishop                        | David Anderson Brad Spence |
| 2 gennaio 2003   | Sunday River | Stati Uniti | GS    | Julien Cousineau     | Jesse Marshall                     | Jeffrey Harrison           |
| 3 gennaio 2003   | Sunday River | Stati Uniti | GS    | Jesse Marshall       | Julien Cousineau                   | Kevin Francis              |
| 4 gennaio 2003   | Sunday River | Stati Uniti | SL    | Julien Cousineau     | Jesse Marshall                     | Roger Brown                |
| 5 gennaio 2003   | Sunday River | Stati Uniti | SL    | Julien Cousineau     | Jesse Marshall                     | Ryan Semple                |
| 8 febbraio 2003  | Le Massif    | Canada      | DH    | David Anderson       | Wade Bishop                        | Kevin Francis              |
| 9 febbraio 2003  | Le Massif    | Canada      | DH    | Wade Bishop          | François Bourque                   | Kevin Francis              |
| 10 febbraio 2003 | Le Massif    | Canada      | SG    | David Anderson       | Scott Macartney                    | Jeremy Transue             |
| 11 febbraio 2003 | Le Massif    | Canada      | SG    | Scott Macartney      | Eric Holmer                        | David Anderson             |
| 12 marzo 2003    | Nakiska      | Canada      | GS    | Jesse Marshall       | David Anderson                     | Jake Zamansky              |
| 14 marzo 2003    | Nakiska      | Canada      | SL    | Tom Rothrock         | Martin Kroisleitner                | Jesse Marshall             |
| 15 marzo 2003    | Nakiska      | Canada      | SL    | Tom Rothrock         | Martin Kroisleitner Jesse Marshall |                            |

Legenda:

DH = discesa libera

SG = supergigante

GS = slalom gigante

SL = slalom speciale

### Classifiche

#### Generale
| Pos. | Nome             | Nazione     | Punti |
| ---- | ---------------- | ----------- | ----- |
| 1    | Jesse Marshall   | Stati Uniti | 641   |
| 2    | Scott Macartney  | Stati Uniti | 552   |
| 3    | Kevin Francis    | Stati Uniti | 531   |
| 4    | Julien Cousineau | Canada      | 522   |
| 5    | Wade Bishop      | Stati Uniti | 513   |
| 6    | David Anderson   | Canada      | 510   |
| 7    | François Bourque | Canada      | 473   |
| 8    | Jeffrey Harrison | Stati Uniti | 469   |
| 9    | Jeremy Transue   | Stati Uniti | 441   |
| 10   | Eric Holmer      | Stati Uniti | 408   |

#### Discesa libera
| Pos. | Nome             | Nazione     | Punti |
| ---- | ---------------- | ----------- | ----- |
| 1    | Wade Bishop      | Stati Uniti | 316   |
| 2    | Kevin Francis    | Stati Uniti | 220   |
| 3    | Eric Holmer      | Stati Uniti | 210   |
| 4    | François Bourque | Canada      | 176   |
| 5    | Travis Svensrud  | Stati Uniti | 155   |

#### Supergigante
| Pos. | Nome             | Nazione     | Punti |
| ---- | ---------------- | ----------- | ----- |
| 1    | Scott Macartney  | Stati Uniti | 380   |
| 2    | David Anderson   | Canada      | 320   |
| 3    | Jeremy Transue   | Stati Uniti | 270   |
| 4    | François Bourque | Canada      | 230   |
| 5    | Eric Holmer      | Stati Uniti | 198   |
| 5    | Brad Spence      | Canada      | 198   |

#### Slalom gigante
| Pos. | Nome             | Nazione     | Punti |
| ---- | ---------------- | ----------- | ----- |
| 1    | Jesse Marshall   | Stati Uniti | 326   |
| 2    | Julien Cousineau | Canada      | 256   |
| 3    | Mitja Dragšič    | Slovenia    | 160   |
| 4    | Brett Fischer    | Stati Uniti | 142   |
| 4    | Jake Zamansky    | Stati Uniti | 142   |

#### Slalom speciale
| Pos. | Nome                | Nazione     | Punti |
| ---- | ------------------- | ----------- | ----- |
| 1    | Tom Rothrock        | Stati Uniti | 340   |
| 2    | Jesse Marshall      | Stati Uniti | 315   |
| 3    | Julien Cousineau    | Canada      | 266   |
| 4    | Martin Kroisleitner | Austria     | 210   |
| 5    | Nick Zoricic        | Canada      | 148   |

## Donne

### Risultati
| Data             | Località       | Nazione     | Spec. | Prima             | Seconda            | Terza                            |
| ---------------- | -------------- | ----------- | ----- | ----------------- | ------------------ | -------------------------------- |
| 13 novembre 2002 | Loveland       | Stati Uniti | GS    | Nicole Hosp       | Britt Janyk        | Silvia Berger                    |
| 14 novembre 2002 | Loveland       | Stati Uniti | GS    | Geneviève Simard  | Martina Ertl       | Caroline Lalive                  |
| 17 novembre 2002 | Winter Park    | Stati Uniti | SL    | Janica Kostelić   | Martina Ertl       | Laure Pequegnot                  |
| 18 novembre 2002 | Winter Park    | Stati Uniti | SL    | Laure Pequegnot   | Janica Kostelić    | Sarah Schleper                   |
| 1º dicembre 2002 | Aspen          | Stati Uniti | SG    | Julia Mancuso     | Kathleen Monahan   | Libby Ludlow                     |
| 2 dicembre 2002  | Aspen          | Stati Uniti | SG    | Libby Ludlow      | Sherry Lawrence    | Christin Lathrop                 |
| 9 dicembre 2002  | Lake Louise    | Canada      | SG    | Kristen Bybee     | Lauren Van Ness    | Bryna McCarty                    |
| 10 dicembre 2002 | Lake Louise    | Canada      | SG    | Caitlin Ciccone   | Stacey Cook        | Brigitte Acton                   |
| 14 dicembre 2002 | Lake Louise    | Canada      | DH    | Bryna McCarty     | Kristen Bybee      | Caitlin Ciccone                  |
| 15 dicembre 2002 | Lake Louise    | Canada      | SG    | Stacey Cook       | Sherry Lawrence    | Alison Powers                    |
| 2 gennaio 2003   | Mont Garceau   | Canada      | GS    | Émilie Desforges  | Ashley Linda Spina | Sophie Splawinski                |
| 3 gennaio 2003   | Mont Garceau   | Canada      | GS    | Lindsey Vonn      | Lauren Ross        | Brigitte Acton                   |
| 4 gennaio 2003   | Val Saint-Côme | Canada      | SL    | Kaylin Richardson | Lindsey Vonn       | Ashley Linda Spina               |
| 5 gennaio 2003   | Val Saint-Côme | Canada      | SL    | Jessica Kelley    | Lauren Ross        | Brigitte Acton                   |
| 8 febbraio 2003  | Aspen          | Stati Uniti | DH    | Bryna McCarty     | Lauren Van Ness    | Émilie Desforges Sherry Lawrence |
| 9 febbraio 2003  | Aspen          | Stati Uniti | DH    | Lauren Van Ness   | Bryna McCarty      | Kristen Bybee                    |
| 10 febbraio 2003 | Aspen          | Stati Uniti | SG    | Lauren Van Ness   | Émilie Desforges   | Brigitte Acton                   |
| 11 febbraio 2003 | Aspen          | Stati Uniti | SG    | Brigitte Acton    | Bryna McCarty      | Keely Kelleher                   |
| 11 marzo 2003    | Panorama       | Canada      | GS    | Jessica Kelley    | Gail Kelly         | Ashley Linda Spina               |
| 12 marzo 2003    | Panorama       | Canada      | GS    | Gail Kelly        | Jessica Kelley     | Alexandra Shaffer                |
| 13 marzo 2003    | Panorama       | Canada      | SL    | Lindsey Vonn      | Kaylin Richardson  | Katie Hitchcock                  |
| 14 marzo 2003    | Panorama       | Canada      | SL    | Kaylin Richardson | Brigitte Acton     | Katie Hitchcock                  |

Legenda:

DH = discesa libera

SG = supergigante

GS = slalom gigante

SL = slalom speciale

### Classifiche

#### Generale
| Pos. | Nome               | Nazione     | Punti |
| ---- | ------------------ | ----------- | ----- |
| 1    | Brigitte Acton     | Canada      | 793   |
| 2    | Émilie Desforges   | Canada      | 618   |
| 3    | Keely Kelleher     | Stati Uniti | 547   |
| 4    | Lauren Van Ness    | Stati Uniti | 533   |
| 5    | Bryna McCarty      | Stati Uniti | 514   |
| 6    | Kaylin Richardson  | Stati Uniti | 503   |
| 7    | Sherry Lawrence    | Canada      | 489   |
| 8    | Ashley Linda Spina | Stati Uniti | 481   |
| 9    | Stacey Cook        | Stati Uniti | 467   |
| 10   | Lindsey Vonn       | Stati Uniti | 461   |

#### Discesa libera
| Pos. | Nome             | Nazione     | Punti |
| ---- | ---------------- | ----------- | ----- |
| 1    | Bryna McCarty    | Stati Uniti | 280   |
| 2    | Lauren Van Ness  | Stati Uniti | 261   |
| 3    | Stacey Cook      | Stati Uniti | 229   |
| 4    | Sherry Lawrence  | Canada      | 194   |
| 5    | Émilie Desforges | Canada      | 157   |

#### Supergigante
| Pos. | Nome             | Nazione     | Punti |
| ---- | ---------------- | ----------- | ----- |
| 1    | Brigitte Acton   | Canada      | 308   |
| 2    | Lauren Van Ness  | Stati Uniti | 257   |
| 3    | Stacey Cook      | Stati Uniti | 238   |
| 4    | Émilie Desforges | Canada      | 236   |
| 5    | Sherry Lawrence  | Canada      | 224   |

#### Slalom gigante
| Pos. | Nome               | Nazione     | Punti |
| ---- | ------------------ | ----------- | ----- |
| 1    | Jessica Kelley     | Stati Uniti | 252   |
| 2    | Gail Kelly         | Canada      | 221   |
| 3    | Ashley Linda Spina | Stati Uniti | 216   |
| 4    | Brigitte Acton     | Canada      | 181   |
| 5    | Kaylin Richardson  | Stati Uniti | 180   |

#### Slalom speciale
| Pos. | Nome               | Nazione     | Punti |
| ---- | ------------------ | ----------- | ----- |
| 1    | Kaylin Richardson  | Stati Uniti | 323   |
| 2    | Lindsey Vonn       | Stati Uniti | 249   |
| 3    | Brigitte Acton     | Canada      | 222   |
| 4    | Katie Hitchcock    | Stati Uniti | 221   |
| 5    | Ashley Linda Spina | Stati Uniti | 205   |